# 弗魯特蘭 (新墨西哥州)
弗魯特蘭（英語：Fruitland）是位於美國新墨西哥州聖胡安縣的非建制地區。

## 歷史
弗魯特蘭的郵局自1891年營運至今。

## 地理
弗魯特蘭所處的海拔為高於海平面1565米（即5135英呎），而該地所採用的時區為UTC-7，即北美山地时区（MST）。同時該地設有夏令時間，為UTC-7調快一小時，即UTC-6（MDT）。